# 巴納特·禾賀夫
巴納特·禾賀夫（荷蘭語：Bernard Voorhoof，1910年5月10日—1974年2月18日），是一名比利時足球运动员，是自1940年以來比利時國家隊的最佳射手，上陣61場射入30球。即使後人保羅·雲·希姆斯特追平了射入30球的記錄，但後者需要上陣81場比賽才射入到30球。
禾賀夫的職業生涯開始於利爾斯SK，在那裡效力了21年。他共為球隊上陣529場比賽，射入350個入球，並2度贏得比利時足球甲級聯賽冠軍。他出席了1930年，1934年和1938年世界杯，是6位在戰前三屆世界杯全部出席者（5個球員和1個球證）之一。
他於1974年2月18日去世，享壽63歲。